# Li Lienfung
Li Lienfung, née le 8 mai 1923 à Shanghai en Chine, morte le 3 août 2011 à Singapour, est une chimiste et écrivaine chinoise puis singapourienne.
Elle est une écrivaine bilingue, utilisant à la fois l'anglais et le chinois. Elle est connue pour ses pièces de théâtre, ses nouvelles et surtout pour sa chronique dans le journal Bamboo Green.

## Biographie
Li Lienfung naît à Shanghai en 1923. Son père, Li Kuo Ching, part travailler aux États-Unis, laissant la mère de Li l'élever seule en Chine, et finalement abandonne sa famille lorsque la mère de Li refuse de partir aux États-Unis. Lorsque la Chine est envahie par le Japon en 1937, elle déménage avec sa fille au Hunan, puis à Hong Kong.
Li Lienfung va au Mills College en 1940 pour ses études supérieures, et y obtient un diplôme en chimie. Elle travaille pendant une courte période dans une fonderie d'aluminium du New Jersey en tant qu'assistante de laboratoire. Elle étudié la chimie organique au Massachusetts Institute of Technology (MIT), mais elle passe à l'université Cornell où elle obtient une maîtrise en littérature en 1946. À l'université Cornell, son mémoire de maîtrise porte sur la littérature populaire chinoise.
En juillet 1946, elle épouse Ho Rih Hwa, qui a fait aussi ses études à Cornell. Elle se réconcilie avec son père à cette époque. Son père l'envoie en 1948 à Bangkok, où elle devient chimiste en chef analysant les minerais de tungstène que son père exporte, faisant du commerce avec la société Wah Chang Group,. Sa famille déménage ensuite à Yangon en 1949. Plus tard, Li Lienfung aide son père à créer des usines de tapioca et d’autres entreprises liées au secteur alimentaire.
La fille de Li Lienfung, Ho Minfong, naît à Yangon en 1951, et devient une écrivaine réputée. Son fils, Ho Kwon Ping, naît à Hong Kong en 1952 devient un homme d'affaires. Li Lienling a un autre fils, Kwon Cjan, qui s'engagera également dans les affaires. En 1952, Li Lienfung retourne travailler pour l'entreprise et est finalement nommée vice-présidente de Wah Chang.
Le mari de Li Lienfung devient en 1967 ambassadeur de Singapour en Thaïlande. Après la Thaïlande, il est nommé ambassadeur dans différents pays européens et auprès d'organisations basées en Europe, ce qui fait que Li Lienfung habite en Europe jusqu'au début des années 1970, quand ils partent s'installer à Singapour.
Li Lienfung meurt le 3 août 2011 après être tombé dans le coma à la suite d'une forte hémorragie cérébrale. Elle meurt à l'hôpital universitaire national.
Elle est intronisée en 2014 au Temple de la renommée des femmes de Singapour.

## Œuvre littéraire
La pièce de Li Lienfung The Sword Has Two Edges (L'épée à deux tranchants) trouve son origine dans les recherches que Li Lienfung a commencées en 1956 sur l'histoire de San Guo Shi Yan Yi. Li Lienfung a rapidement écrit son manuscrit et lorsqu'on lui a demandé de le réécrire sous forme de comédie, elle l'a rangé, pour ensuite en retravailler l'histoire en 1971. Un membre du groupe de théâtre expérimental, D. Murugan, décide de produire la pièce en 1977,.
Sa pièce suivante, Trials and Turbulence of the Twilight Years (Épreuves et turbulences des années crépusculaires), remporte le premier prix du ministère de la Culture dans sa catégorie en 1978. Sa pièce The Late Storm (La tempête tardive) est créée en 1981.
Li Lienfung écrit aussi une chronique populaire en anglais et en chinois, intitulée Bamboo Green, parue entre 1979 et 1984 dans The Straits Times. Une compilation de ses chroniques, A Joss Stick for My Mother (Un bâton d'encens pour ma mère), est publiée en 1986. Li Lienfung relance sa chronique en 1993 et continue à l'écrire jusqu'en 1998,. Cette chronique sensibilise les Singapouriens à l'histoire, à la littérature, à la vie et à la culture chinoises. Li commence ensuite à écrire une chronique chinoise pour le Lianhe Zaobao de 1998 à 2009.
Li Lienfung publie la version chinoise de ses mémoires, A Daughter Remembers (Une fille se souvient), en 2010, la traduction anglaise étant publiée après sa mort.